# The Debt (film, 2007)
Pour les articles homonymes, voir Debt.
Pour plus de détails, voir Fiche technique et Distribution.
The Debt est un film israélien réalisé par Assaf Bernstein (en), sorti en 2007.

## Synopsis
Dans les années 1960, trois agents du Mossad sont accueillis triomphalement à leur retour de mission. Ils ont éliminé un criminel nazi surnommé « Le Chirurgien de Birkenau » alors que celui-ci tentait de leur échapper après qu'ils l'eurent capturé. Plusieurs dizaines d'années plus tard, en 1997, dans une maison de retraite ukrainienne, un vieil homme prétend pourtant être l'ancien nazi.

## Distribution
- Gila Almagor : Rachel Berner
- Neta Garty : Rachel Berner jeune
- Yehezkel Lazarov (en) : Ehud
- Alexander Peleg : Zvi
- Edgar Selge : Max Rainer
- Oded Teomi : Ehud jeune
- Itay Tiran : Zvi jeune

## Remake
Un remake est réalisé en 2011 par John Madden, L'Affaire Rachel Singer.